# Departamento de Ciencias de la Salud (Universidad Nacional del Sur)
El Departamento de Ciencias de la Salud es uno de los 17 departamentos que constituyen la Universidad Nacional del Sur, localizada en la ciudad de Bahía Blanca, Argentina.

## Historia
En 2005 se crea en la Universidad Nacional del Sur la carrera de Medicina. En noviembre de 2006 la Asamblea Universitaria crea el «Departamento de Ciencias Médicas», nombre reemplazado luego por «Departamento de Ciencias de la Salud» en noviembre de 2009.
Medicina es la única carrera de la universidad que presenta cupo de ingreso, que es de 60 estudiantes, y es la única que presenta como requisito el haber aprobado las materias correspondientes al primer año de cualquier otra carrera dictada en la universidad u otra universidad que integre el Sistema Universitario Nacional. Se justifica el cupo de la carrera en su estilo de formación, que tiene un modelo pedagógico con alta carga práctica desde el inicio de la carrera y basado en la comunidad. Ello implica considerar la capacidad que tienen los distintos espacios de formación exclusivamente universitarios (aulas y cuerpo docente) y extrauniversitarios (espacios comunitarios, Centros de Salud y  Hospitales donde circulan anualmente 360 estudiantes de Medicina).
En 2009 se da inicio a la creación de la Licenciatura en Enfermería, siendo una de las carreras con mayor afluencia de estudiantes desde entonces. En 2015, dado el gran número de aspirantes, se impuso un cupo de 100 estudiantes. Posteriormente, en 2018, se decidió retirar el cupo y la cantidad de ingresantes pasó de 100 a 600.
En 2019 comenzó el dictado de la tecnicatura en acompañamiento terapéutico, atendiendo que esa profesión se ha convertido en una de las más demandadas en materia de salud en los últimos tiempos.

## Carreras
Las carreras de grado y pregrado del departamento son las siguientes:
| Carreras de grado                                    | Duración                  |
| ---------------------------------------------------- | ------------------------- |
| Licenciatura en Enfermería                           | Título intermedio: 3 años |
| Licenciatura en Enfermería                           | Título superior: 5 años   |
| Medicina                                             | 6 años                    |
| Carrera de pregrado                                  |                           |
| Tecnicatura Universitaria en Acompañante Terapéutico | 3 años                    |